# Eunice (Gattung)
 Eunice  ist eine Gattung der Ringelwürmer aus der Klasse der Vielborster (Polychäten). Die Tiere dieser Gattung können eine Körperlänge bis zu 300 Zentimetern erreichen. Ihr Körper kann aus mehreren hundert Segmenten bestehen; beispielsweise hat der so genannte Bobbitwurm (Eunice aphroditois) fast 700 Segmente. Die Tiere haben zwei Augen und fünf lange Tastfortsätze (Antennen oder Palpen) am Vorderende. Ihre Haut ist dunkelbraun bis rotbraun 
Ihr Lebensraum ist der Boden der Ozeane, wo sie weltweit verbreitet sind.

## Arten (Auswahl)
Die Datenbank marinespecies.org verzeichnet mehrere hundert Arten.
- Eunice afra Peters, 1854
- Eunice antennata (Savigny, 1820)
- Eunice aphroditois Pallas, 1788 („Bobbitwurm“)
- Eunice australis Quatrefagus, 1865
- Eunice bilobata Treadwell, 1906
- Eunice borneensis (Grube, 1878)
- Eunice denticulata
- Eunice filamentosa
- Eunice fuscafasciata (Treadwell, 1922)
- Eunice norvegica (Linnaeus, 1767)
- Eunice pennata (O.F. Müller, 1776)
- Eunice perimensis Gravier, 1901
- Eunice perrieri Gravier, 1900
- Eunice petersi Fauchald, 1992
- Eunice philippinensis Hartmann-Schröder & Zibrowius, 1998
- Eunice philocorallia Buchanan, 1893
- Eunice plessisi Rullier, 1972
- Eunice plicata Baird, 1869
- Eunice polybranchia (Verrill, 1880)
- Eunice prayensis Kinberg, 1865
- Eunice procera Grube, 1866
- Eunice profunda Miura, 1987
- Eunice tovarae Carrera-Parra & Salazar-Vallejo, 2011[3]
- Eunice uschakovi Wu, Sun & Liu, 2013[4]
- Eunice vittata (Delle Chiaje, 1828)